# Lech Banachowski
Lech Banachowski (ur. 4 września 1948 w Łodzi) – polski informatyk, doktor habilitowany nauk technicznych. Specjalizuje się w bazach danych oraz w technicznych aspektach e-learningu. Profesor nadzwyczajny Polsko-Japońskiej Akademii Technik Komputerowych.

## Życiorys
Studia matematyczne ukończył w Instytucie Maszyn Matematycznych Wydziału Matematyki i Mechaniki UW w 1971. Cztery lata później (1975) uzyskał stopień doktorski w Instytucie Informatyki tego wydziału na podstawie pracy pt. Investigations of properties of programs by means of the extended algorithmic logic. W latach 1971–1996 pracował na macierzystym Wydziale Matematyki, Informatyki i Mechaniki UW. Od 1994 zatrudniony w Polsko-Japońskiej Akademii Technik Komputerowych, gdzie pełni funkcję kierownika Katedry Baz Danych. Ponadto w latach 1984–1986 pracował jako associate professor w University of North Carolina w Charlotte. Habilitował się w 2013 na podstawie oceny dorobku naukowego i rozprawy pt. Rola uczelni oraz metod i technik e-edukacji w uczeniu się przez całe życie.
Wraz z Krzysztofem Diksem oraz Wojciechem Rytterem napisał wielokrotnie wznawiany podręcznik pt. Algorytmy i struktury danych (wiele wydań, np. Wydawnictwa Naukowo-Techniczne 2006, ISBN 83-204-3224-3). Swoje prace publikował w takich czasopismach jak m.in. „International Journal of Innovation, Management and Technology”, „Information Processing Letters” oraz „Computer Issues”.
Od 2007 jest członkiem Polskiego Towarzystwa Naukowego Edukacji Internetowej. W 2004 odznaczony Srebrnym Krzyżem Zasługi. Od 2010 jest członkiem rady programowej czasopisma „Edu@kcja".